# 圣欧班德纳比拉
圣欧班德纳比拉（法語：Saint-Aubin-de-Nabirat，法語發音：[sɛ̃.t‿obɛ̃ də nabiʁa]，意为“纳比拉的圣欧班”）是法国多尔多涅省的一个市镇，位于该省东南部，和洛特省接壤，属于萨拉拉卡内达区。

## 地理
圣欧班德纳比拉（44°43'52"N, 1°17'20"E）面积6.49 平方千米，位于法国新阿基坦大区多爾多涅省，该省份为法国西南部内陆省份，是法國本土面积第三大的省，大致对应佩里戈尔地区，北起顺时针与夏朗德省、上维埃纳省、科雷兹省、洛特省、洛特-加龙省、吉倫特省和滨海夏朗德省接壤。
与圣欧班德纳比拉接壤的市镇（或旧市镇、城区）包括：纳比拉、莱奥巴尔、萨尔维亚克、弗洛里蒙-戈米耶、圣马夏尔德纳比拉。

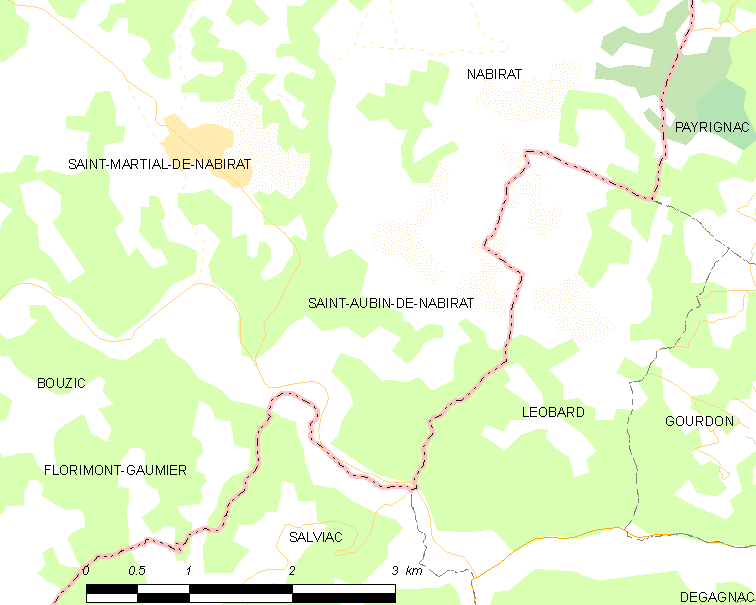
圣欧班德纳比拉的OSM定位图

圣欧班德纳比拉的时区为UTC+01:00、UTC+02:00（夏令时）。

## 行政
圣欧班德纳比拉的邮政编码为24250，INSEE市镇编码为24375。

## 政治
圣欧班德纳比拉所属的省级选区为多尔多涅河谷县。

## 人口

1962-2008年间圣欧班德纳比拉人口变化图示

圣欧班德纳比拉于2022年1月1日时的人口数量为157人。